# Jules Janssen
Pierre Jules César Janssen (Paris, 22 de fevereiro de 1824 — Meudon, 23 de dezembro de 1907) foi um astrônomo francês, mais conhecido por Jules Janssen. É junto com o cientista inglês Norman Lockyer apontado como descobridor do gás hélio.

## Vida
Janssen nasceu em Paris e estudou matemática e física na faculdade de ciências. Lecionou no liceu Charlemagne, em 1853, e na escola de arquitetura, de 1865 a 1871, porém dedicou suas energias principalmente a várias missões científicas. Em 1857 viajou ao Peru, para determinar o equador magnético; de 1862 a 1864, estudou a absorção telúrica no espectro solar, na Itália e Suíça; em 1867 realizou experimentos ópticos e magnéticos nos Açores, e observou com êxito o Trânsito de Vénus em 1874 no Japão. Em 1882, fez parte de uma série de expedições para ver um eclipse solar indo das ilhas Carolinas, passando pelo Sião e terminando na Espanha. Para ver o eclipse em 1870 ele sai de Paris utilizando um balão, para ter uma visão melhor sobre as nuvens.
Em 1868 descobriu como observar as erupções solares sem um eclipse. Em 18 de agosto do mesmo ano, enquanto observava um eclipse solar na Índia, notou uma linha amarela brilhante com um comprimento de onda de  587,49 nanómetros no espectro da cromosfera do sol, que indicava a existência de um elemento desconhecido. Quando expôs a descoberta foi ridicularizado porque nunca se havia detectado nenhum elemento no espaço antes de ser encontrado na Terra. Em 20 de outubro, o astrônomo inglês Norman Lockyer também observou a mesma linha amarela no espectro solar e concluiu que era causada por um elemento desconhecido, depois de tentar provar sem êxito que seria o hidrogênio. Posteriormente, Eduard Frankland confirmou os resultados de Janssen e propôs o nome "Helium" para o novo elemento, em honra ao deus grego do sol Hélio.
Em 1873, Pierre inventou o revólver fotográfico, que captava uma série de imagens seguidas. O aparelho, automático, produzia seguidas imagens sem intervenção humana, sendo utilizado para servir como prova fotográfica da passagem de Vênus diante do Sol, em 1874.

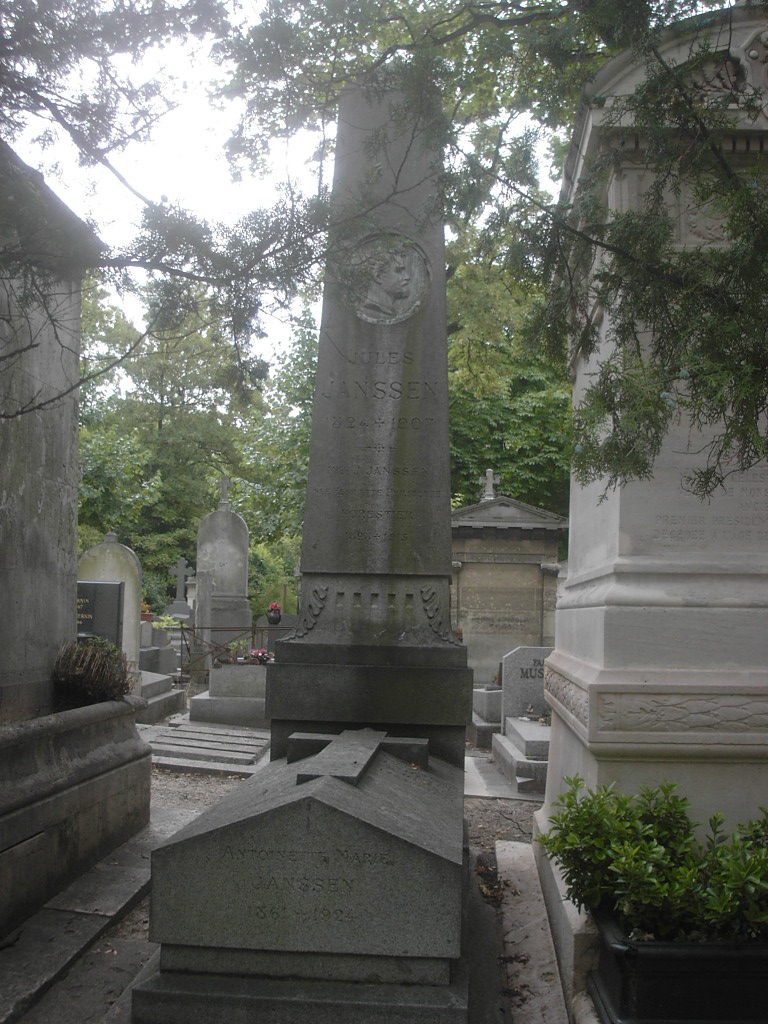
Sepultura no Cemitério do Père-Lachaise

Participou de uma série de expedições para a observação de eclipses solares:
- Trani, 1867
- Guntur, 1868
- Argel, 1870
- Tailândia, 1875
- Ilhas Carolinas, 1883
- Alcossebre, Espanha, 1905.